# Thierry Smolderen
Thierry Smolderen, (geboren 25 november 1954 te Brussel) is een Belgische scenarist van stripverhalen en essayist.

## Biografie
Hij geeft les aan de École européenne supérieure de l'image te Angoulême.

## Publicaties
Zijn meer bekende werken vertaald naar het Nederlands zijn :

### Olivier Varèse
Getekend door Enrico Marini
- 1992   : 2. Welkom in Kokonino World (Bienvenue à Kokonino World)
- 1992   : 3. Aanval op Kokonino World (Raid sur Kokonino World)

### Gipsy
Getekend door Enrico Marini
- 1993   : 1. De zwerver van de C3C (L'Étoile du Gitan)
- 1994   : 2. Vlammen in Siberië (Les Feux de Sibérie)
- 1995   : 3. De dag van de tsaar (Le Jour du Tsar)
- 1997   : 4. De zwarte ogen (Les Yeux noirs)
- 1999   : 5. De witte vleugel (L'Aile blanche)
- 2002   : 6. De Azektenlach (Le Rire Aztèque)

### De Hel van de Pelgrams
Getekend door Dominique Bertail
- 1998   : 1. Wie loopt er op mijn graf? (Qui marche sur ma tombe?)
- 2000   : 2. Myra (Celle qui jette une ombre)

### Ghost Money
Getekend door Dominique Bertail
- 2008   : 1. De dame van Dubai (La dame de Dubaï)